# Ualabi de cua ungulada septentrional
El ualabi de cua ungulada septentrional (Onychogalea unguifera) és una espècie de ualabi que viu a Queensland, Austràlia Occidental i el Territori del Nord (Austràlia). A diferència del ualabi de cua ungulada de brides (O. fraenata), el ualabi de cua ungulada septentrional no és una espècie amenaçada. El tercer membre d'aquest gènere, el ualabi de cua ungulada de mitja lluna (O. lunata), està extint.